# Kinga Waleriańczyk
Kinga Waleriańczyk (ur. 19 sierpnia 2002) – polska lekkoatletka specjalizująca się w chodzie sportowym.

## Kariera sportowa
W czasie kariery juniorskiej zdobywała wiele medali m.in. mistrzostwo juniorów na 20 km w 2021 i srebrne medale na młodzieżowych mistrzostwach Polski na 20 km w 2022 i 2023, a także na 10 km w 2024.
W 2023 roku zdobyła swój pierwszy medal seniorski – brązowy na mistrzostwach Polski na 20 km rozegrany w ramach Korzeniowski Warsaw Race Walking Cup 2023.
W 2025 zdobyła brązowy medal na halowych mistrzostwach Polski seniorów na dystansie 3000 m.
Od 2016 roku reprezentuje klub KMKL Sztorm Kołobrzeg, od 2020 trenerem jest Agnieszka Woźniak, a wcześniej rolę tę pełnił Kazimierz Żuromski.

## Osiągnięcia

### Seniorzy – krajowe
| Rok  | Impreza                            | Miejsce  | Konkurencja    | Pozycja    | Wynik   |
| ---- | ---------------------------------- | -------- | -------------- | ---------- | ------- |
| 2023 | Mistrzostwa Polski seniorów        | Warszawa | chód na 20 km  | 3. miejsce | 1:52:32 |
| 2025 | Halowe mistrzostwa Polski seniorów | Toruń    | chód na 3000 m | 3. miejsce | 13:43,8 |

### Juniorzy – krajowe
| Rok  | Impreza                            | Miejsce  | Konkurencja      | Pozycja    | Wynik    |
| ---- | ---------------------------------- | -------- | ---------------- | ---------- | -------- |
| 2020 | Mistrzostwa Polski juniorów        | Radom    | chód na 10 000 m | 2. miejsce | 54:08,15 |
| 2020 | Mistrzostwa Polski juniorów        | Warszawa | chód na 20 km    | 2. miejsce | 1:56:29  |
| 2020 | Halowe mistrzostwa Polski juniorów | Toruń    | chód na 3000 m   | 3. miejsce | 15:44,13 |
| 2021 | Halowe mistrzostwa Polski juniorów | Toruń    | chód na 3000 m   | 2. miejsce | 14:56,88 |
| 2021 | Mistrzostwa Polski juniorów        | Lublin   | chód na 10 000 m | 2. miejsce | 51:56,44 |
| 2021 | Mistrzostwa Polski juniorów        | Gdańsk   | chód na 20 km    | 1. miejsce | 1:50:17  |
| 2022 | Młodzieżowe mistrzostwa Polski     | Gdańsk   | chód na 20 km    | 2. miejsce | 1:46:19  |
| 2023 | Młodzieżowe mistrzostwa Polski     | Gdańsk   | chód na 20 km    | 2. miejsce | 1:48:43  |
| 2024 | Młodzieżowe mistrzostwa Polski     | Gdańsk   | chód na 10 km    | 2. miejsce | 51:58    |